# Міклош Янчо
Міклош Янчо (угор. Jancsó Miklós; 21 вересня 1921, Вац, Угорщина — 31 січня 2014, Будапешт) — угорський кінорежисер, сценарист. Автор понад 40 короткометражних художніх кіноробіт.

## Біографічні відомості
Отримав міжнародне визнання за стрічки «Навколо» (Szegénylegények, 1965), «Зірки і солдати» (Csillagosok, katonák, 1967), «Червоний псалом» (Még kér a nép, 1971).
Фільмам Янчо притаманна візуальна стилізація, елегантна композиція кадру, прекрасне передання історичної атмосфери. Його роботи проникливо-психологічні. Більшість його історичних стрічок є алегоріями на Угорщину, яка потерпала від комуністичного терору 1950-60-их років.

## Фільмографія
Режисер-постановник:
- «Дзвони вирушають до Риму» / A harangok Rómába mentek (1958)
- «Три зірки» / Három csillag (1960)
- «Мистецтво продажу» / Az eladás müvészete (1960)
- Indiántörténet (1961)
- «Без надії» / Szegénylegények (1965)
- «Так я прийшов» / Így jöttem (1965)
- «Зірки і солдати» / Csillagosok, katonák (1967, СРСР—Угорщина)
- «Сірокко» / Sirokkó (1969)
- «Пацифістка» / La pacifista (1970)
- «Червоний псалом» («Поки народ ще просить») / Még kér a nép (1972)
- Серце тирана, або Боккаччо в Угорщині / A zsarnok szíve, avagy Boccaccio Magyarországon (1981)
- «Світанок» / L'aube (1985)
- «Сезон чудовиськ» / Szörnyek évadja (1987)
- «Гороскоп Ісуса Христа» / Jézus Krisztus horoszkópja (1988)
- «Бог йде назад» / Isten hátrafelé megy (1991)
- «Вальс „Блакитний Дунай“» / Kék Duna keringő (1992)
- «Кам'яне послання — Будапешт»/ Kövek üzenete — Budapest (1994)
- Elmondták-e? (1995)
- «Давайте любити один одного, діти!» / Szeressük egymást, gyerekek! (1996)
- «Грай, Феліксе, грай!» / Játssz, Félix, játssz! (1997)
- «І в руки мені дана Господня лампа в Пешті» / Nekem lámpást adott kezembe  (1998)
- «Прокляття! Комарі» / Anyád! A szúnyogok (2000)
- Utolsó vacsora az Arabs Szürkénél (2001)
- «Прокидайся, товаришу, не спи» / Kelj fel, komán, ne aludjál (2002)
- «Битва при Мохачі» («Катастрофа в Мохачі») / A mohácsi vész (2004)
- «Еде з'їв мій сніданок» / Ede megevé ebédem (2006)
- «Ода істині» / Oda az igazság (2010)